# Progetto preliminare
Il progetto di fattibilità tecnica ed economica (denominato, prima del d.lgs. 50/2016, art. 23, progetto preliminare) è un elaborato prodotto in fase di progettazione, e rappresenta il primo dei tre livelli di definizione nella stesura di un progetto definiti dalla normativa italiana.
Esso "stabilisce i profili e le caratteristiche più significative degli elaborati dei successivi livelli di progettazione" in funzione del tipo di intervento.
Esso si compone di vari elementi, la cui presenza è tuttavia lasciata a discrezione del responsabile unico del procedimento, che ne valuta la necessità:
- relazione illustrativa;
- relazione tecnica;
- studio di prefattibilità ambientale;
- indagini geologiche, idrogeologiche ed archeologiche preliminari;
- planimetria generale e schemi grafici;
- prime indicazioni e disposizioni per la stesura dei piani di sicurezza;
- calcolo sommario della spesa.

Nel caso in cui il progetto debba essere posto a base di gara per concessioni di lavori pubblici o appalti concorso dovrà contenere anche:
- relazioni e grafici relativi alle indagini necessarie (di natura geologica, geotecnica, idrologica, idraulica e sismica);
- uno speciale capitolato prestazionale.

Se il progetto è posto a base di gara per l'affidamento di concessioni di lavori pubblici dovrà essere corredato di piano economico e finanziario di massima.

## Le parti del progetto di fattibilità tecnica ed economica

### La relazione illustrativa
La relazione illustrativa contiene:
- una descrizione dell'intervento;
- la spiegazione delle ragioni che hanno portato a scegliere la soluzione proposta e l'illustrazione delle problematiche connesse al contesto entro cui si sviluppa l'intervento, anche facendo riferimento ad altre possibili soluzioni;
- l'esposizione della fattibilità dell'intervento in relazione ai vincoli di natura storica, culturale, artistica, archeologica o paesaggistica e all'esito delle indagini geologiche, geotecniche, idrogeologiche, idrauliche e sismiche effettuate;
- l'accertamento della disponibilità di aree ed immobili da utilizzare e relative modalità di acquisizione (con relativi oneri);
- gli indirizzi per la successiva redazione di un progetto definitivo;
- il cronoprogramma delle varie fasi relative alla progettazione, accettazione, esecuzione e collaudo dell'intervento;
- le indicazioni necessarie a garantire l'utilizzo dei servizi preesistenti.

Essa, inoltre, dà indicazioni su quelle circostanze non risultanti dai disegni che influenzano il progetto, sugli aspetti funzionali delle parti di cui si compone il progetto e sulle relative spese e riporta una sintesi delle forme e fonti di finanziamento.

### La relazione tecnica
La relazione tecnica riporta gli studi tecnici di prima approssimazione con indicazioni sui requisiti minimi che devono caratterizzare l'intervento.

### Lo studio di prefattibilità ambientale
Lo studio di prefattibilità ambientale è redatto allo scopo di trovare quelle soluzioni che favoriscono il miglioramento ambientale e paesaggistico del contesto. Essa comprende:
- la verifica della rispondenza dell'intervento ai canoni previsti da eventuali piani paesaggistici o urbanistici;
- lo studio degli effetti che la realizzazione dell'intervento può avere nei confronti della salute dei cittadini e dell'ambiente;
- l'illustrazione delle ragioni che hanno portato alla scelta del sito e della soluzione progettuale in riferimento all'impatto ambientale;
- la determinazione degli eventuali interventi di ripristino ambientale e dei relativi costi;
- l'indicazione delle norme di tutela ambientale cui l'intervento deve sottostare e dei relativi criteri tecnici utilizzati per rispettarle;

### Gli schemi grafici
Gli schemi grafici inseriti nel progetto di fattibilità tecnica ed economica devono essere presentati in scala opportuna e con quotatura. A seconda del tipo di opera si compongono di diversi elaborati.
Per opere puntuali:
- stralcio del documento per mezzo del quale si è giunti alla pianificazione del luogo dell'intervento, e relativa localizzazione, riportando anche altre soluzioni possibili;
- planimetria con indicazione delle curve di livello con indicazione delle altre soluzioni prese in considerazione;
- schemi grafici e sezioni atti a permettere l'individuazione delle caratteristiche dell'intervento;

Per opere a rete:
- corografia dell'intervento da realizzare con riferimento all'andamento altimetrico che lo stesso dovrà avere, con riferimento anche ad altre soluzioni considerate;
- stralcio del documento utilizzato per la pianificazione paesaggistica dell'intervento;
- planimetrie con indicazioni delle curve di livello e, a parte, il tracciato dell'intervento;
- profili longitudinali e trasversali;
- indicazioni di massima relative ai manufatti speciali di cui l'intervento necessita;

### Calcolo sommario della spesa
Il calcolo sommario della spesa è effettuato con riferimento ai costi relativi alla realizzazione dell'opera ed alle ulteriori somme a disposizione della figura appaltante.

### Capitolato speciale prestazionale
il capitolato speciale prestazionale, come già detto in precedenza, è necessario solo nel caso in cui il progetto riguardi un'opera pubblica o debba essere messo a base di gara di un appalto concorso o di una concessione di lavori pubblici. Esso contiene:
- l'indicazione delle necessità funzionali che l'intervento dovrà soddisfare;
- la specificazione delle opere generali e di quelle specializzate che dovranno essere compiute con relativi importi;
- una tabella contenente gli elementi ed i sub-elementi in cui l'intervento può essere suddiviso.